# Anna Gréki
Colette Anna Grégoire (thường được gọi Anna Gréki; 14 tháng 3 năm 1931 – 6 tháng 1 năm 1966) là nhà thơ người Algérie có gốc Pháp. Bà kết hôn với một người đàn ông Algeria, tự coi mình là người Algeria và đã tham gia vào cuộc đấu tranh giành độc lập cho Algeria khỏi tay Pháp. Các tác phẩm của bà cho thấy tình yêu của mình với nơi mình lớn lên Aurès Mountains và niềm tin chính trị mạnh mẽ của bà.

## Cuộc đời
Colette Anna Grégoire sinh vào ngày 14 tháng 3 năm 1931 tại Batna, Algeria. Bà lớn lên tại Menaâ, một thị trấn nhỏ của Aurès Mountains, trong một cộng đồng người Chaoui Berber.
Bà đến từ một gia đình người Pháp thế hệ thứ ba ở Algeria, và là đứa con duy nhất của một gia đình giáo viên tiến bộ gia nhập vào nền văn hóa Hồi giáo.
Cha của bà dạy tại một trường tiểu học.
Bà ý thức được về sự kỳ thị và bất công của hệ thống thuộc địa.
Khi còn là một thiếu nữ, bà rất nghèo, nhưng đã nhận được sự giúp đỡ từ cộng đồng.
Colette Grégoire từng theo học đại học tại Paris, nhưng trở về Algeria trước khi bà tốt nghiệp nhằm giúp đỡ cho cuộc đấu tranh giành độc lập.
Bà gia nhập Parti Communiste Algérien (PCA).
Năm 1955, bà theo cộng sản tại thời điểm khi đảng cộng sản bị cấm.
Bà luôn chiến đấu giành lại quyền bình đẳng cho phụ nữ.
Grégoire đã bị bắt giữ vào tháng 4 năm 1957 và bị cầm tù tại Algiers ở nhà tù Barberousse.
Phụ nữ ở đây bị đánh đập, bị ngược đãi và bị tra tấn bằng nước và điện.
Bà bị đưa đến trại giam, và năm 1958 bà bị trục xuất, có lẽ vì gốc Pháp của bà.
Colette Grégoire kết hôn vào năm 1960.
Chồng bà là người Algeria tên Melki. Bút danh Anna Gréki của bà được ghép từ họ của hai người.
Sau khi độc lập đã được giành lại, năm 1962, Colette Grégoire trở về Algeria.
Năm 1963, bà là một trong số ít người châu Âu dám chỉ ra sự phân biệt đối xử trong luật năm 1963 quy định rằng cả cha lẫn mẹ nên có cùng dòng máu Algeria và nên là người Hồi giáo.
Năm 1965, bà nhận được bằng BA khoa Pháp Ngữ và bà trở thành giáo viên tại một trường trung học ở Algiers.
Bà giảng dạy tại Lycée Abdelkader.
Colette Grégoire mất ngày 6 tháng 1 năm 1966 tại tuổi 34 khi bà đang sinh con.

## Tác phẩm
Thơ của Anna Gréki phản ánh tình yêu của bà với quê hương, với Aurès và với niềm tin chính trị của bà.
Bà viết về quê hương của mình,
Mon enfance et les délices, naquirent là à Menaa, commune mixte Arris, et mes passions après vingt ans, sont le fruit de leurs prédilections... Tout ce qui me touche en ce monde jusqu'à l'âme, sort d'un massif peint en rose et blanc sur les cartes. (Thời thơ ấu và niềm vui của tôi là được sinh ra tại Menaa, một xã đa dạng người ở Arris và sau hai mươi năm niềm đam mê của tôi là quả trái.... Mọi thứ chạm tới cả linh hồn tôi trong thế giới này đều xuất phát từ một khối núi chỉ là màu hồng và trắng trên bản đồ.)

Thơ của Anna Gréki là một trong những tác phẩm hay nhất được sáng tác trong cuộc chiến giành độc lập Algeria.
Bà ca ngợi những người phụ nữ can đảm tham gia cuộc đấu tranh vì tự do và lạc quan về tương lai.
Bà không nhấn mạnh khó khăn mà bà phải trải qua trong tù mà cố gắng nâng cao tinh thần của những người phụ nữ khác.
Bà viết 
Vượt ra ngoài những bức tường bị đóng lại như nấm đấm

Xuyên qua cả những chấn song dưới ánh rọi của mặt trời

Tinh thần chúng ta là bất diệt... 

Và một lần nữa,
Ta buộc ngươi phải chống lại ta và chị em ta

Kẻ xây dựng tự do và lòng nhân hậu

Và ta bảo ngươi hãy chờ đến ngày mai

Cho chúng ta biết

Tương lai sẽ sớm thôi

Tương lai cho ngày mai.

Anna Gréki chỉ xuất bản một tập thơ trong suốt cuộc đời của mình vào năm 1963 tại Tunisia Algérie capitale Alger.
Lời mở đầu cho tác phẩm này được viết bởi Mostefa Lacheraf.
Các tác phẩm khác được xuất bản sau khi bà mất là:
- Éléments pour un art nouveau (với Mohammed Khadda) Galerie Pilote (Edmond Charlot), Algiers, 1966.
- Temps forts, Présence africaine, Paris, 1966.
- Théories, prétextes et réalités trong Présence Africaine, n°58, 1966